# Lophorrhachia omorrhodia
Lophorrhachia omorrhodia là một loài bướm đêm trong họ Geometridae.